# Graham Godfrey
Graham H. Godfrey, ameriški bejzbolist, * 9. avgust 1984, Tampa, Florida, ZDA.
Godfrey je poklicni metalec in je trenutno prosti igralec (free agent).

## Ljubiteljska kariera
Godfrey je v srednjo šolo hodil na Memorial High School v mestu Houston, Teksas, svoje univerzitetne dneve pa je preživljal na College of Charleston.

## Poklicna kariera
Godfrey je bil izbran v 34. krogu nabora lige MLB leta 2006 s strani ekipe Toronto Blue Jays. V letu 2007 je nato igral za ekipo Lansing Lugnuts na stopnji Single-A.
Po sezoni 2007 je bil skupaj z Kristianom Bellom poslan k ekipi Oakland Athletics, v Toronto pa je odšel Marco Scutaro.
V ligi MLB je svojo prvo priložnost dobil 10. junija 2011 na tekmi proti ekipi Chicago White Sox.
Na svoji prvi tekmi je Godfrey v 4,33 menjave dovolil 9 udarcev v polje in pet tekov, dva prosta prehoda na bazo in dve izločitvi z udarci, na koncu pa je ostal brez odločitve po zmagi svoje ekipe z 7:5. Njegova prva žrtev izločitve z udarci je bil Gordon Beckham. Na tekmi je takratni vršilec dolžnosti upravnika Bob Melvin vknjižil svojo prvo zmago. 
V svoji drugi tekmi, 17. junija, pa se je odrezal precej bolje. Proti takratnim braniteljem naslova, rivalom na drugi strani zaliva San Francisco Giants, je pred polnim domačim stadionom v 7 menjavah dovolil dva teka in 6 udarcev v polje s tremi izločitvami z udarci in brez prostih prehodov nabazo, s čimer si je zaslužil svojo prvo zmago v ligi MLB. 